# Wilhelm Schmidt
Wilhelm Schmidt (1868-1954) va ser un lingüista, antropòleg i etnòleg alemany.
Nasqué a Hörde, barri de Dortmund, Alemanya. Va ser ordenat sacerdot catòlic el 1892. Estudià lingüística a les universitats de Berlín i Viena.
Els seus primers estudis van ser sobre les llengües Mon-Khmer del sud-est d'Àsia. De 1912 en endavant publicà l'obra en 12 volums Der Ursprung der Gottesidee, on plantejava la hipòtesi d'un monoteisme primitiu amb un déu del cel creador i benvolent en les religions tribals. El 1938, Schmidt va abandonar l'Àustria ocupada pels nazis i es dirigí a Friburg, Suïssa, on restà fins a la seva mort.